# Wild Is the Wind (album)
Az 1966-os Wild Is the Wind Nina Simone a Philips kiadónál megjelentetett hatodik nagylemeze. Az album olyan felvételekből áll, melyeket korábbi lemezek munkálatai során rögzítettek.
Szerepel az 1001 lemez, amit hallanod kell, mielőtt meghalsz című könyvben.

## Az album dalai
|     | Cím                                       | Szerző(k)                       | Hossz |
| --- | ----------------------------------------- | ------------------------------- | ----- |
| 1.  | I Love Your Lovin' Ways                   | Bennie Benjamin, Sol Marcus     | 2:35  |
| 2.  | Four Women                                | Nina Simone                     | 4:24  |
| 3.  | What More Can I Say                       | Horace Ott, Made Brown, Jr.     | 2:48  |
| 4.  | Lilac Wine                                | James Shelton                   | 4:13  |
| 5.  | That's All I Ask                          | Horace Ott                      | 2:28  |
| 6.  | Break Down And Let It All Out             | Van McCoy                       | 2:37  |
| 7.  | Why Keep On Breaking My Heart             | Bennie Benjamin, Sol Marcus     | 2:34  |
| 8.  | Wild Is the Wind                          | Dimitri Tiomkin, Ned Washington | 6:56  |
| 9.  | Black Is the Color of My True Love's Hair | (tradicionális)                 | 3:24  |
| 10. | If I Should Lose You                      | Ralph Rainger, Leo Robin        | 3:56  |
| 11. | Either Way I Lose                         | Van McCoy                       | 2:43  |

## Helyezések
| Év   | Lista               | Helyezés |
| ---- | ------------------- | -------- |
| 1966 | Billboard 200       | 110      |
| 1966 | Billboard R&B Chart | 12       |